# 立松ふさ
立松 ふさ（たてまつ ふさ、1891年（明治24年）3月23日 - 1992年（平成4年）11月16日）は、日本の声楽家。声種はソプラノ。音楽教育者。作曲家。武蔵野音楽大学名誉教授。旧姓は薗部。名は房子と表記されることが多い。フサと表記されることもある。

## 経歴
東京府亀戸出身。警察官、薗部久五郎の長女として生まれる。東京府立第一高等女学校卒。東京音楽学校にてハンカ・シェルデルップ・ペツォルト、宮廷歌手ヘルマン・ヴーハープフェニッヒに師事。1913年（大正2年）に同校本科声楽部を卒業。1915年（大正4年）から同校声楽講師。1925年（大正14年）私立東京女子体操音楽学校（現：東京女子体育大学）講師。1927年（昭和2年）函館で演奏会を開催。1928年（昭和3年）長崎・南座で立松房子一行大演奏会。武蔵野音楽学校講師。1933年（昭和8年）に薗田誠一/立松房子/斎藤静子による武蔵野音楽学校演奏会開催。レーヴェ夫人主催 女流声楽家大演奏会（出演者：長坂好子/立松房子/早川美奈子/渡辺宣子/岡見幾久子/武岡鶴代/斎藤英子/伴・ラウルトップ）。1944（昭和19年）に東京音楽学校を退職。ウィーンに留学後、1952年（昭和27年）から1968年（昭和43年）まで武蔵野音楽大学教授。退職後は武蔵野音楽大学名誉教授。ときわ会声楽研究会主宰。
立松に師事した著名な音楽家としては、関鑑子、渡辺はま子、藤原フサヱ、比留間きぬ子、小川寛興、本倉雅子などがいる。
1992年（平成4年）11月16日死去。101歳没。1993年（平成5年）7月「立松ふさを偲ぶ会」演奏会が開催される。

## 受賞歴
- 1968年（昭和43年）勲四等瑞宝章

## 家族
- 夫は司法官の立松懐清[2][15]。朴烈事件 の予審判事を務めた[16]。その後、朴とともに逮捕された恋人の金子文子が獄中で朴と仲睦まじく寄り添う写真が流出し、取り調べ中のこの特別待遇が問題となり、その責任を取って1926年（大正15年）に免官、1938年に結核により没した。父親の立松平（旧姓・西、元水戸藩士）も明治法律学校卒の判事で、名古屋の素封家・立松家の婿養子。
- 次男は読売新聞記者の立松和博（1921～1962）[17]。昭和電工疑獄、造船疑獄をスクープし、花形記者として活躍したが、売春汚職事件の報道で検察の派閥争いに巻き込まれ、名誉棄損容疑で一時逮捕されその後自殺した[18][16]。立松については『不当逮捕』（本田靖春著、講談社ノンフィクション賞受賞）『栄光なき天才たち』（伊藤智義原作）などがある。

## エピソード
1927（昭和2年）年頃、花巻で独唱会を開催。「夫君の立松判事が職務上の事件から、世間的に問題を捲き起こし、たいへん同情されて居り」「立松夫人は夫君を助ける為に一人児を家に置いて、地方廻りの独唱会を開いて」いた。その立松に宮沢賢治が手作りの花を少女へ頼んで渡したという。

## レコード録音
国立国会図書館デジタルコレクションによる
- グノー作曲「夜の調べ」／船橋栄吉作曲「父と子」（日本コロムビア・ニッポノホン15394、1924年9月発売）
- 成田為三作曲「浜辺の歌」／グリーグ作曲「ソルベージの歌」（同上15704、1925年6月）
- マスネ作曲「エレジー」／梁田貞作曲「昼の夢」（同上15751）
- モーツァルト作曲「モツアルトの子守唄」／トスティ作曲「トスティのセレナタ」（同上16033、1926年2月）
- 「An die Musik 樂に寄する」シューベルト作曲、ソプラノ：立松房子、ピアノ：ジェームス・ダン ニッポノホン ワシ印レコード 16322-B
- 「古賀連隊長」佐佐木信綱作詞・岡野貞一作曲（キングレコードK147、1932年5月）[21]
- 「ねむの花」野口雨情作詞・宮原禎次作曲／「風車の唄」三木露風作詞・宮原禎次作曲（日本パーロフォンE1891、1932年9月）
- 「よき友」／「狩の歌」 白澤 清人∥訳詞／堀江 時三∥訳詞、ジルヒャー[作曲]、武蔵野音楽学校合唱団、アウグスト・ユンケル[指揮]、立松 房子[独唱]、ウエーバー[作曲] (ビクター、商品番号 : Ｊ-54009、1937-06)
- CD4枚組 Historical recordings of Japanese female vocalists オムニバス 日本洋楽史 Vintage 1995[22]（「父と子」「ソルベージの歌」を収録）

## 寄稿等
国立国会図書館デジタルコレクションによる
- 主婦の友. 7(2) 二月號 (主婦の友社、1923-02) （三）子守歌の唱ひ方に就て/立松房子
- 主婦の友. 8(7) 七月號 (主婦の友社、1924-07) 私の家庭で實行してゐる女中の待遇法: 諸家囘答/櫻田節彌、ガンドレット恒子、岸邊かよ子、手塚かね子、力石喜乃子、加藤常子、坂本眞琴、吉野作造、久布白落實、安部磯雄、永井次代、立松房子、弘田龍太郞、上司小劍、林よね子、三宅やす子、細見幸子、戶田幾子、加藤花子、東鄕昌武、中澤榮
- 主婦の友. 9(6) 六月號 (主婦の友社、1925-06) 家庭の立松房子夫人 聲樂を學ぶ人の心得十一ケ條: 聲樂を學ぶ方へ上達の祕訣をお傳へいたします/立松房子
- 婦人倶楽部. 7(10) 国立国会図書館限定 雑誌 (講談社、1926-10) 吾等女性は何を一番痛切に要求するか / 松平俊子、林きむ子、永井郁子、梶原緋佐子、神近市子、立松房子、北村兼子、生田花世、新妻伊都子、水谷八重子、厨川蝶子、水田明子、島成園、奥屋庸子、中村雅香、奧うめお、今フミ子、早川美奈子、米澤順子、川端葉子、中河幹子、下島貞子
- 主婦の友. 11(3) 三月號 (主婦の友社、1927-03) 私共が良人と結婚した最初の機緣 二十一夫人/島成園、賀川春子、山本七瀨、佐々木こゆき、福田雅子、麻生久子、長谷川かな女、原阿佐緒、立松房子、高階マス子、木谷千種、三輪田繁子、帆足みゆき、中河幹子、若山喜志子、藤森信子、柳原燁子、白井鶴子、生田花世、石本靜枝、高安やす子
- 主婦の友. 12(5) 五月號 (主婦の友社、1928-05) 美聲家が公開された聲を美しくする苦心談/芳村孝次郞、寶生新、常盤津松尾太夫、立松房子、歌澤寅右衞門
- 婦人倶楽部. 10(9) (講談社、1929-09) 我が子にすゝめて居る事、禁じて居る事 / 氏家壽子、立松房子、花井いね子、前田ふさ子、吉岡房子、三島純子
- 月刊楽譜. 21(9) 9月號 (月刊楽譜発行所、1932-09-01) 十月一日獨唱會を開く立松房子女史
- 文芸春秋. 13(3) (文芸春秋、1935-03) 子弟の敎育を如何にすべきか座談會 / 阿部重孝、太田正孝、大森洪太、黑田照淸、佐々木秀一、武部欽一、立松房子、山本有三、齋藤龍太郞
- 婦人倶楽部. 17(13) (講談社、1936-12) 私の先生を語る 立松房子 / 渡邊はま子
- 音楽の友.11(11) 十一月特大号 (音楽之友社、1953-11-01) 声楽科受験への基礎練習/立松ふさ
- 民藝.(380) 雑誌『民藝』編集委員会 編 (日本民藝協会、1984-08）柳兼子先生を偲ぶ 立松ふさ

## 楽譜
- 高志の国文学館紀要. 平成29年度 (3) (高志の国文学館、2019-02-28) 本文:十作詞、立松房子作曲 大正13年（1924）石版/紙セノオ楽譜 №371  『下りてくれるな』竹久夢二装画、北原白秋作詞[24]
- 『草の中にて唱へる』竹久夢二装幀 西條八十作詞 立松房子作曲 大正13年（1924）セノオ音楽出版 №371 オリジナル石板画刷
- 『夕の折』竹久夢二装幀 西條八十作詞 立松房子作曲 大正13年（1924）セノオ音楽出版 №372[25]